# دره (مهریز)
دره میانکوه(مهریز)، روستایی از توابع بخش مرکزی شهرستان مهریز در استان یزد ایران است.فاصله این روستا از شهر یزد ۵۵ کیلومتر میباشد.
روستای «شورک»، از توابع این روستا محسوب می‌شود.

## جمعیت
این روستا در دهستان میانکوه قرار دارد و براساس سرشماری مرکز آمار ایران در سال ۱۳۸۵، جمعیت آن ۸۰ نفر بوده است.